# Les Canons de Bagdad
Les Canons de Bagdad est le 100e roman de la série SAS, écrit par Gérard de Villiers et publié en 1990 aux Éditions Gérard de Villiers. Comme tous les SAS parus au cours des années 1990, le roman a été édité lors de sa publication en France à 200 000 exemplaires.
L'action se déroule courant 1990 en Allemagne (Berchtesgaden), en Autriche (Vienne), en France (Amboise), en Belgique (Bruxelles), aux Pays-Bas (Rotterdam) et en Turquie (Istanbul).
Malko Linge est chargé de faire en sorte que les Irakiens ne puissent pas créer des armes de destruction massive.

## Personnages principaux

### Américains et alliés
- Malko Linge : héros du roman, Autrichien, agent contractuel de la CIA.
- Elko Krisantem : son majordome.
- Mandy « la salope ».

### Autres personnages
- Tarik Hamadi : agent irakien.
- Farid Badr : commerçant libanais.
- George Bear : ingénieur américain.

## Résumé
Pour mettre l'opération Osirak sous les meilleurs auspices, Tarik Hamadi, un agent irakien, a donné rendez-vous à Farid Badr, « commerçant » libanais, dans les Alpes bavaroises, à Berchtesgaden (localité historiquement du Berghof, la résidence secondaire d'Hitler, ainsi que de la Kehlsteinhaus, son « nid d'aigle »), pour constater que les krytrons, composants électroniques indispensables à la fabrication d'une bombe nucléaire, étaient bien disponibles. L'opération Osirak envisagée n'est rien de moins que la « vitrification » d'une partie d’Israël, épargnant quand même Al Qods (Jérusalem). En même temps : un Américain « déçu », George Bear, a mis au point un canon capable d'envoyer des charges très lourdes à grande distance. En réunissant les deux technologies, cela devrait faire du bruit ! 
Malko, pour éviter une apocalypse nucléaire dans la région, devra entre Vienne et Istanbul, en passant par Amboise (France), déjouer tous les pièges d'Irakiens très adeptes du nettoyage par le vide. 